# ⌘
Cette page contient des caractères spéciaux ou non latins. S’ils s’affichent mal (▯, ?, etc.), consultez la page d’aide Unicode.
⌘ est un symbole de forme carrée dont les angles sont bouclés. Ce symbole possède de très nombreux noms et sens. On le retrouve principalement sous la forme de deux variations : une version plane (la plus commune, illustrée ci-contre) et une version « en relief »[réf. nécessaire].

## Histoire
En histoire et héraldique, ce symbole est l’arme de Saint John , la croix de Saint Hannes, le nœud de Bowen (Bowen knot ou Bowen’s knot, d'après le nom d'une famille galloise médiévale), le nœud de Tristam (Tristram knot), ou bien le nœud des amoureux véritables (True-lover’s knot), communément appelé « château fort ». Il apparaît sur plusieurs blasons.

## Descriptions mathématiques
Le symbole est une hypotrochoïde, représentable par l’équation :
{\displaystyle x(t)=3cos(t)+2cos(3t)}
{\displaystyle y(t)=3sin(t)-2sin(3t)}
Malgré les noms qui lui ont été donnés (cf. section Histoire), topologiquement, ce n’est pas un nœud.

## Utilisations modernes
Ce symbole est commun dans les pays nordiques et scandinaves pour indiquer les lieux d’intérêt. Sa version blanche sur fond rouge est utilisée comme logotype par la Riksantikvarieämbetet (RAÄ, Direction nationale du patrimoine de Suède). Selon Unicode, c’est le symbole de point d’intérêt.
Il apparaissait sur plusieurs pièces finlandaises, notamment de 1963 à 1979 sur les pièces de 1 penni et 5 penniä (centimes du mark finlandais).
Depuis le 29 septembre 2014, ce symbole est utilisé dans le logo de l'opérateur belge Proximus. Le symbole remplace la lettre x (Pro⌘imus).
En informatique, sur les claviers d'ordinateur Macintosh, le symbole ⌘ est connu pour apparaître sur la touche « commande » cmd ⌘, dite aussi touche « pomme » en raison du fait que le symbole ⌘ y accompagnait voire remplaçait le symbole  jusqu’en 2007,.

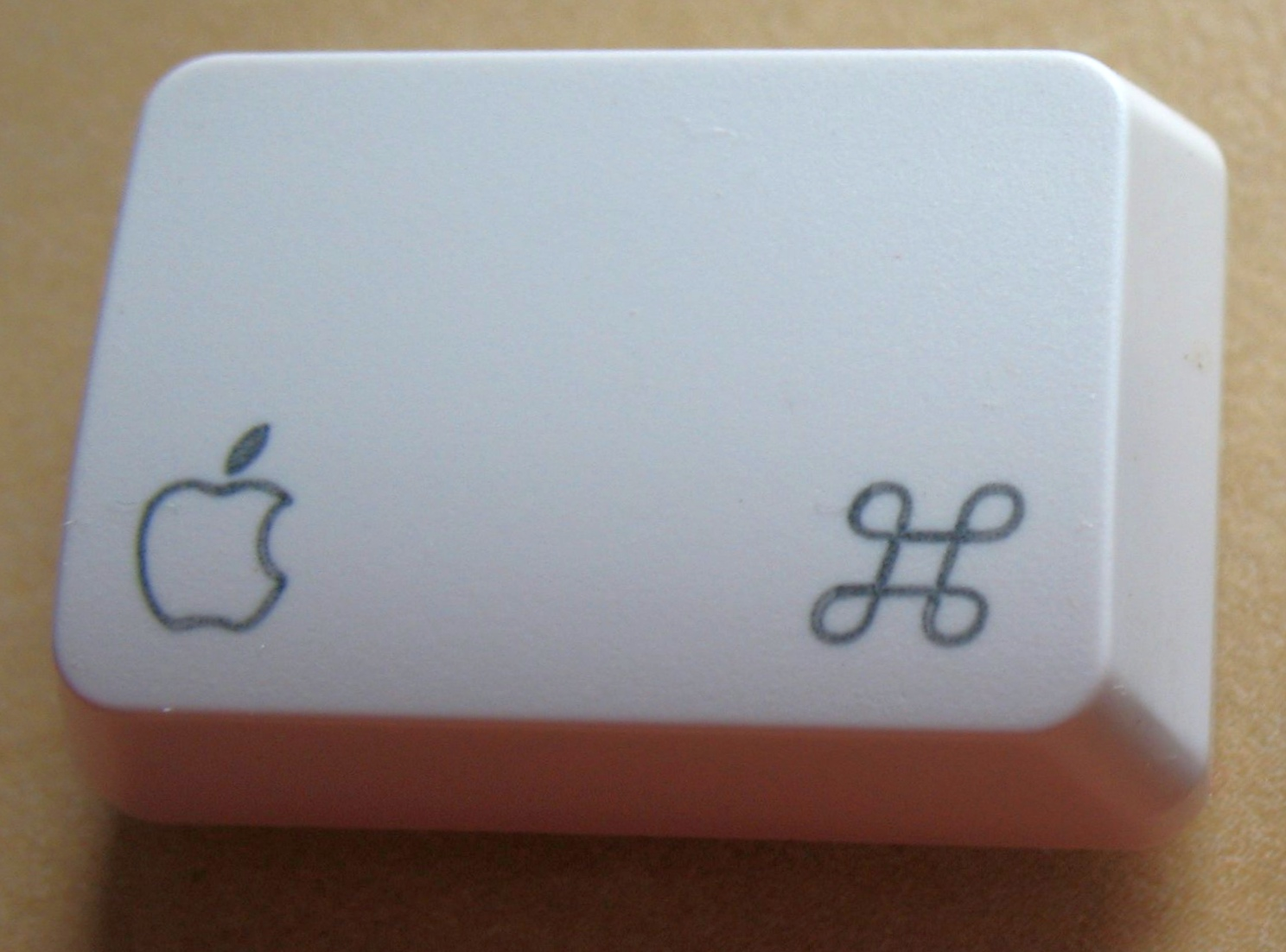
Touche d’un clavier Mac.
Le symbole ⌘ sur un panneau de signalisation routière en Suède (No. 1.9.2.30).
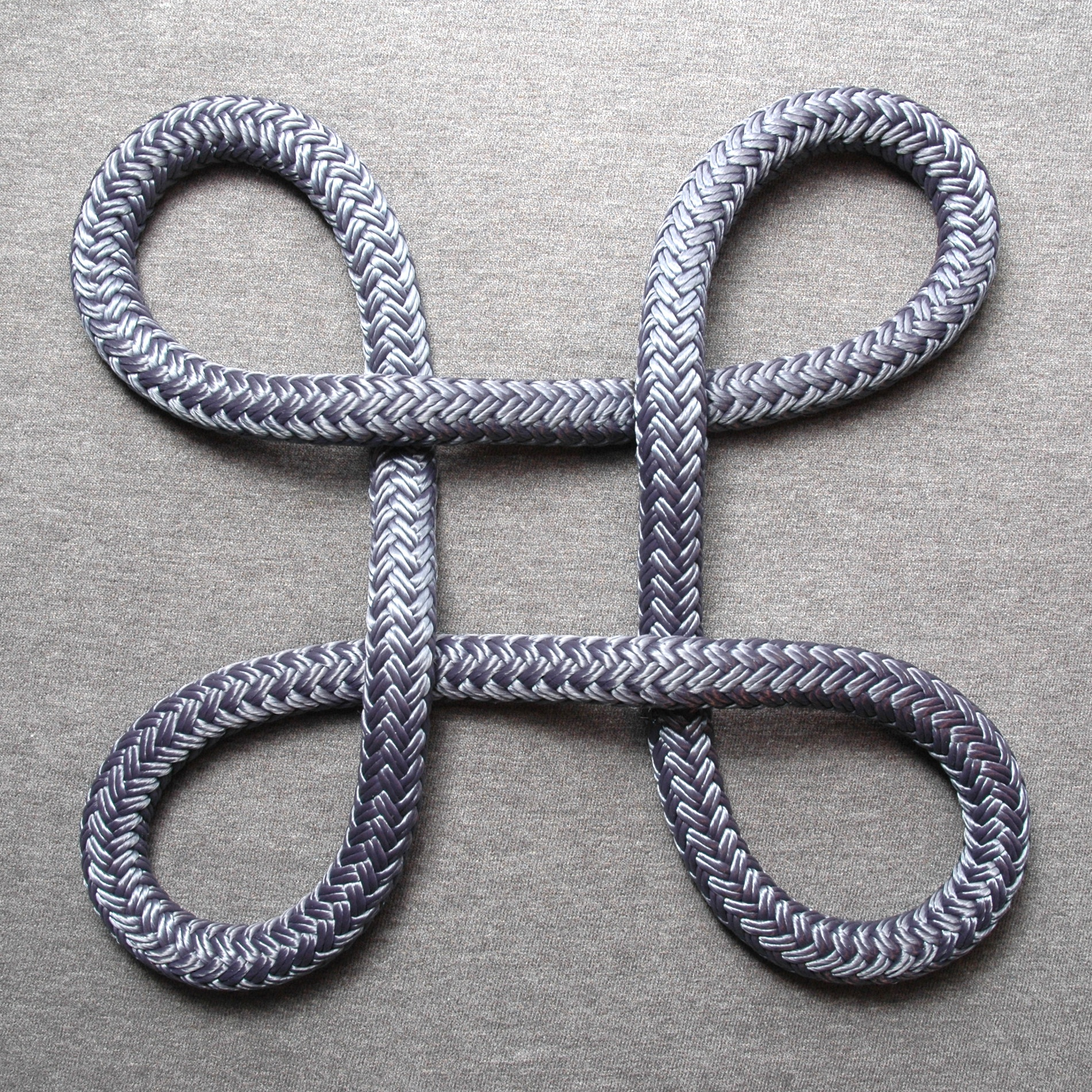
Nœud de Bowen.
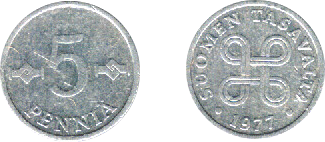
Pièce de 5 penniä finlandais.
Blason du Musée de la marine royale norvégienne.